# MotorStorm: Pacific Rift
MotorStorm: Pacific Rift, также известная под названием MotorStorm II — гоночная игра, разработанная Evolution Studios и изданная компанией Sony Computer Entertainment эксклюзивно для консоли PlayStation 3 осенью 2008 года. В России MotorStorm: Pacific Rift была издана компанией «Софт Клаб» на русском языке. В 2010 году вышла упрощённая, специальная версия под названием MotorStorm: 3D Rift. Игра является продолжением MotorStorm и второй частью одноимённой серии.

## Игровой процесс
MotorStorm: Pacific Rift представляет собой гоночную игру, выполненную в трёхмерной графике. Действие происходит на островах Тихого океана. Геймплей схож с предшественником — игроку нужно участвовать в фестивале, поочерёдно выигрывая гоночные соревнования по бездорожью, и стать победителем на фестивале. Помимо одиночного режима, присутствует многопользовательская игра по сети до 16 человек и с технологией разделённого экрана до 4 человек. В сети PlayStation Network можно посмотреть рейтинги и таблицы с лучшими результатами. Помимо этого, в MotorStorm: Pacific Rift действует система трофеев.
Игроку предоставлены на выбор разнообразные варианты транспортных средств, которые различаются между собой техническими характеристиками, например багги и мотоциклы, но также появился новый вид транспорта — грузовики-монстры. Для некоторых гонок есть ограничения по использованию в них тех или иных транспортных средств. У машин есть возможность выбрать окраску. У каждого транспортного средства есть возможность использовать форсаж, который позволяет быстрее ускоряться, однако если его использовать слишком долго, то двигатель может взорваться. Двигатель можно охлаждать, если машину подвергать воздействию воды, но глубокие водоёмы могут нанести ущерб. Лава же, находящаяся в вулканических местностях, наоборот, способствует перегреванию двигателя. Транспортные средства могут разбиться при сильных столкновениях, после чего через несколько секунд восстанавливаются. Кроме того, игрок может выбрать персонажа и костюмы для него.

## Разработка и выход игры
После успеха MotorStorm — одного из стартовых эксклюзивов для PlayStation 3, компания Sony Computer Entertainment выкупила команду разработчиков игры — Evolution Studios — и приняла решение о создании сиквела. Продолжение имеет в себе черты предыдущей части — фестивальные гонки вне дорог на разнообразных транспортных средствах. Тем не менее, были внесены некоторые нововведения и улучшения в игровой процесс — разработчики улучшили графику, поведение транспортных средств, искусственный интеллект и добавили новый контент, например грузовики-монстры.
Анонс состоялся 20 сентября 2007 года на выставке Tokyo Game Show. Игра также демонстрировалась на выставках E3, gamescom и других. Как и в первой части, в MotorStorm: Pacific Rift использован лицензированный саундтрек в жанрах электроника и рок от известных исполнителей и групп, таких как Pendulum («Tarantula»), The Qemists («Speed Freak» и «Stompbox»), Queens of the Stone Age («Sick, Sick, Sick») и многих других. Помимо этого, в игре появилась поддержка пользовательской музыки, которая задействует жёсткий диск консоли.
Выпуск MotorStorm: Pacific Rift состоялся 28 октября 2008 года в Северной Америке, 2 ноября в России (где игру издала компания «Софт Клаб» полностью на русском языке — переводу подверглись как текст, так и озвучивание), 7 ноября в Европе и 20 ноября в Японии (где издавалась под названием MotorStorm II). В июле 2009 года для игры были выпущены загружаемые дополнения Speed и Adrenaline, которые включают в себя новые трассы, транспортные средства, персонажей и другой контент.
24 августа 2010 года в сервисе PlayStation Network было выпущено упрощённое издание игры под названием MotorStorm: 3D Rift, включающее в себя десять трасс, внедорожники и поддержку 3D, а многопользовательский режим и система трофеев отсутствует; в Японии издание произошло 6 декабря 2012 года, где данная версия имеет название MotorStorm II 3D.

## Оценки и мнения
| Сводный рейтинг       | Сводный рейтинг |
| Агрегатор             | Оценка          |
| --------------------- | --------------- |
| GameRankings          | 82,49 %         |
| Game Ratio            | 80 %            |
| Metacritic            | 82/100          |
| MobyRank              | 85/100          |
| Иноязычные издания    |                 |
| Издание               | Оценка          |
| 1UP.com               | A-              |
| AllGame               | ·               |
| Edge                  | 7/10            |
| EGM                   | 90/100          |
| Eurogamer             | 7/10            |
| GameRevolution        | B-              |
| GameSpot              | 8/10            |
| GameSpy               | [ 16 ]          |
| GameZone              | 8,3/10          |
| IGN                   | 8,3/10          |
| VideoGamer            | 8/10            |
| Русскоязычные издания |                 |
| Издание               | Оценка          |
| «Страна игр»          | 8/10            |

MotorStorm: Pacific Rift, как и предшественник, получила в основном положительные отзывы от рецензентов. Обозреватели удостоили похвалы динамичный игровой процесс, отличный дизайн трасс и многопользовательские возможности, но иногда подвергали критике проблемы с игровым балансом. На сайтах GameRankings и Metacritic средняя оценка составляет соответственно 82,49 % и 82 балла из 100 возможных. MotorStorm: Pacific Rift неоднократно входила в списки лучших игр 2008 года на различных сайтах и в журналах.